# اسکاتی پیپن
اسکاتی پیپن (به انگلیسی: Scottie Pippen) (زاده ۲۵ سپتامبر ۱۹۶۵ آرکانزاس) بازیکن آمریکایی بازنشستهٔ ان‌بی‌ای است. او به همراه مایکل جردن نقش یکی از مهره‌های کلیدی و تاثیرگذار را در ۶ سال برتری و اقتدار تیم بسکتبال شیکاگو بولز در دهه ۱۹۹۰ ایفا کرد و به عنوان یکی از ۵۰ بسکتبالیست برتر لیگ بسکتبال حرفه‌ای آمریکا انتخاب شد. پیپن به همراه تیم ملی بسکتبال آمریکا موفق به کسب نشان طلا در المپیک‌های ۱۹۹۲ بارسلون و ۱۹۹۶ آتلانتا گردید.